# Карл Уедърс
Карл Уедърс (на английски: Carl Weathers, 14 януари 1948 г. - 1 февруари 2024 г.) е американски актьор и режисьор, бивша звезда от американския футбол през 60-те и 70-те години на XX век. Става популярен с ролите си във филмите „Роки“ (1976) и „Хищникът“ (1987), където играе съответно ролите на световния шампион по бокс Аполо Крийд и майор Джордж Дилън.

## Филми
| Година | Заглавие                | Оригинално заглавие | Роля                                           | Бележки |
| ------ | ----------------------- | ------------------- | ---------------------------------------------- | ------- |
| 1976   | Роки                    | Rocky               | Аполо Крийд                                    |         |
| 1979   | Роки II                 | Rocky II            | Аполо Крийд                                    |         |
| 1981   | Смъртоносно преследване | Death Hunt          | Джордж Вашингтон Линкълн „Слънчево куче“ Браун |         |
| 1982   | Роки III                | Rocky III           | Аполо Крийд                                    |         |
| 1985   | Роки IV                 | Rocky IV            | Аполо Крийд                                    |         |
| 1987   | Хищникът                | Predator            | Джордж Дилън                                   |         |